# UMF Grindavík
UMF Grindavíkur (isländisch Ungmennafélag Grindavíkur) ist ein isländischer Sportverein aus der Hafenstadt Grindavík.
Zurzeit besteht der Verein aus drei Abteilungen. Neben Judo und Basketball betreibt der Verein auch eine Fußballabteilung, die unter dem Namen Knattspyrnudeild UMFG seit 2020 in der zweithöchsten isländischen Liga spielt.

## Geschichte
Die 1963 gegründete Fußballabteilung feierte 1994 erstmals den Aufstieg in die erste Liga und erreichte das nationale Pokalfinale, das allerdings mit 0:2 gegen KR Reykjavík verlorenging. In der Saison 2003/04 nahm UMF an der Qualifikation zum UEFA-Pokal teil.
Nach dem erstmaligen Abstieg im Jahr 2006 kehrte der Verein 2008 in die erste Liga zurück, musste jedoch 2012 erneut in die Zweitklassigkeit absteigen. Zur Saison 2017 schaffte die Mannschaft den erneuten Aufstieg in die Pepsideild, in der Saison 2019 musste der Verein wieder in die zweite Liga abgestiegen und spielt dort seither (Stand 2024).

## Erfolge
- Isländischer Pokalfinalist:
  - 1994
- Isländischer Ligapokal:
  - 2000[2]

## Europapokalbilanz
| Saison  | Wettbewerb         | Runde                  | Gegner           | Gesamt | Hin     | Rück    |
| ------- | ------------------ | ---------------------- | ---------------- | ------ | ------- | ------- |
| 2001    | UEFA Intertoto Cup | 1. Runde               | FK Viləş Masallı | 3:1    | 1:0 (H) | 2:1 (A) |
| 2001    | UEFA Intertoto Cup | 2. Runde               | FC Basel         | 0:5    | 0:3 (A) | 0:2 (H) |
| 2003/04 | UEFA-Pokal         | 1. Qualifikationsrunde | FC Kärnten       | 2:3    | 1:2 (A) | 1:1 (H) |

Gesamtbilanz: 7 Spiele, 2 Siege, 1 Unentschieden, 4 Niederlagen, 5:9 Tore (Tordifferenz −4)

## Bekannte Spieler und Spielerinnen
- Ólafur Örn Bjarnason
- Ólafur Gottskálksson
- Lee Sharpe
- Guðmundur Torfason
- Michal Pospíšil
- Mathias Jack
- Robert Niestroj
- Michael Zeyer
- Carolina Mendes